# Irena Sendlerová
Irena Stanisława Sendlerowa (rozená Krzyżanowska, počeštěně Sendlerová; 15. února 1910, Varšava – 12. května 2008, Varšava) byla polská sociální pracovnice a učitelka, jedna z vůdčích osobností polského protinacistického odboje. Byla zakladatelkou, vedoucí a poslední žijící členkou dětského oddělení Rady pro pomoc Židům (Żegoty).
Za druhé světové války tato katolička zorganizovala pod krycím jménem Jolanta záchranu asi 2500 židovských dětí, z nichž řadu osobně vyvedla z Varšavského ghetta. Byla zatčena a prošla mučírnami gestapa, aniž promluvila. Byla odsouzena k smrti, ale s pomocí Żegoty popravě unikla a dál pracovala v odboji.
Celoživotně politicky orientována sociálně demokraticky, od studentských let angažovaná členka socialistické strany. Roku 1945, po nuceném sloučení polských socialistů s polskými komunisty, však stranickou legitimaci odevzdala a za své smýšlení byla zejména na konci 40. let pronásledována. S nepřízní režimu se potýkala i za dalšího vývoje komunistického režimu v Polsku. V roce 1965 jí Jad Vašem prohlásil za spravedlivou mezi národy, avšak polský režim jí nedovolil vycestovat a vyznamenání převzít. Teprve v roce 2003 obdržela polský Řád bílé orlice.

## Život
Irena Sendlerová byla dcerou Stanisława Krzyżanowského, lékaře a aktivisty socialistické strany. V Otwocku, kde vyrůstala, žila silná židovská komunita a chudí Židé tvořili většinu pacientů jejího otce. Irena se při hrách s židovskými vrstevníky velice rychle naučila jidiš. V sedmi letech ztratila otce, který se při ošetřování pacientů nakazil tyfem[nepřesný odkaz]. Místní židovská obec, která si velice vážila práce dr. Krzyżanowského pro své členy, poté nabídla, že jí bude platit až do plnoletosti stipendium, matka ale nabídku odmítla.
Sendlerová studovala polonistiku a učitelství na Varšavské univerzitě, odkud byla dočasně vyloučena za protesty proti zavedení tzv. lavicového ghetta. Studium ukončila těsně před válkou, ovšem jako socialistka prakticky neměla šanci získat učitelské místo, proto se nechala zaměstnat na sociálním odboru varšavského magistrátu.

### Pomoc Židům
Na varšavském magistrátu začala odbojářská činnost Ireny Sendlerové. Nejprve byla hlavně administrativní: když Němci zakázali poskytovat sociální pomoc Židům, na úřadě s ostatními zaměstnanci rychle utvořila asi desetičlennou skupinu, která manipulací s archivy a falšováním dokumentů zařídila, že asi tři tisíce židovských rodin dostávalo podporu i nadále.

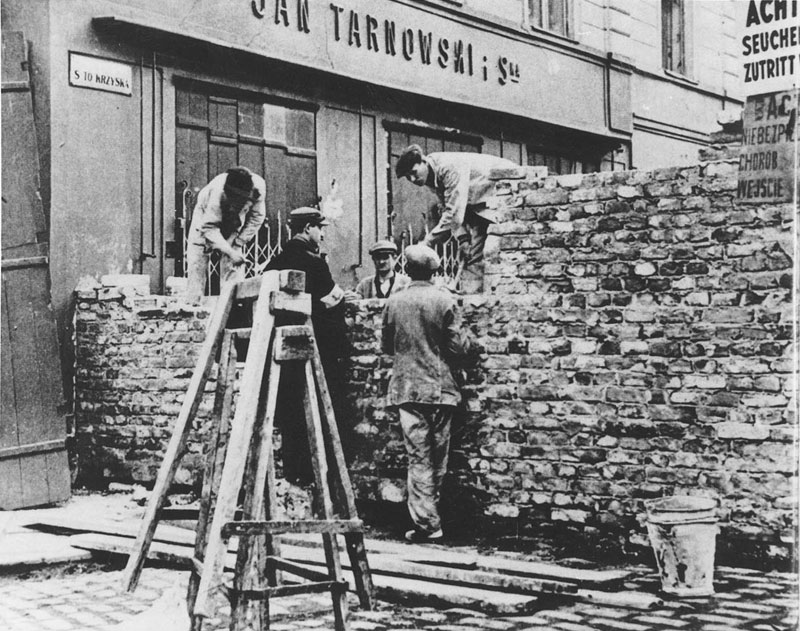
Stavba zdí varšavského ghetta (1940)

Po otevření varšavského ghetta svoji pomoc Židům rozšířila. Zfalšovala zvláštní propustku vydávanou zdravotnickému personálu, který měl dohlížet na to, aby se epidemie v ghettu nevymkly kontrole. (Epidemie byly jedním ze způsobů, jak nechat Židy v ghettu vymřít, na druhé straně německá správa měla obavy, aby nedošlo k jejich rozšíření mimo ghetto. Proto nechávala polské zdravotníky a lékaře pracovat na potlačování epidemií.) S touto propustkou pravidelně navštěvovala ghetto a pašovala do něj léky a potraviny. Aby snáze získala důvěru obyvatel ghetta, nosila na znamení solidarity s jeho obyvateli židovskou hvězdu. Někdy v této době z něj také začala pašovat děti, zatím jen ty bezprizorní. Snažila se pro ně shánět úkryt a vymyslet způsoby, jak jich odtamtud dostat více.
Koncem roku 1942 se stala vedoucí dětského oddělení Żegoty a její činnost se stala masovou. Nyní si již byla jistá tím, že všechny Židy varšavského ghetta čeká smrt, a byla odhodlána zachránit z něj maximum dětí. Obcházela jednotlivé rodiny a maximálně využívala své dobré pověsti i dokonalé znalosti jidiš, aby přesvědčila rodiče, aby jí dali své děti a ona se je mohla pokusit zachránit. Ona a její spolupracovníci již pašovali děti z ghetta ve velkém, a to mnoha rozličnými způsoby. Byly (často uspané) prováženy sanitkami v rakvích jako mrtvé oběti tyfu, odváženy ukryté v odpadcích, prováděny kanály a podzemními chodbami, prováděny přes starou soudní budovu nebo – pokud byly menší – přehazovány v dobře vycpaných pytlích přes tři metry vysokou zeď ghetta.

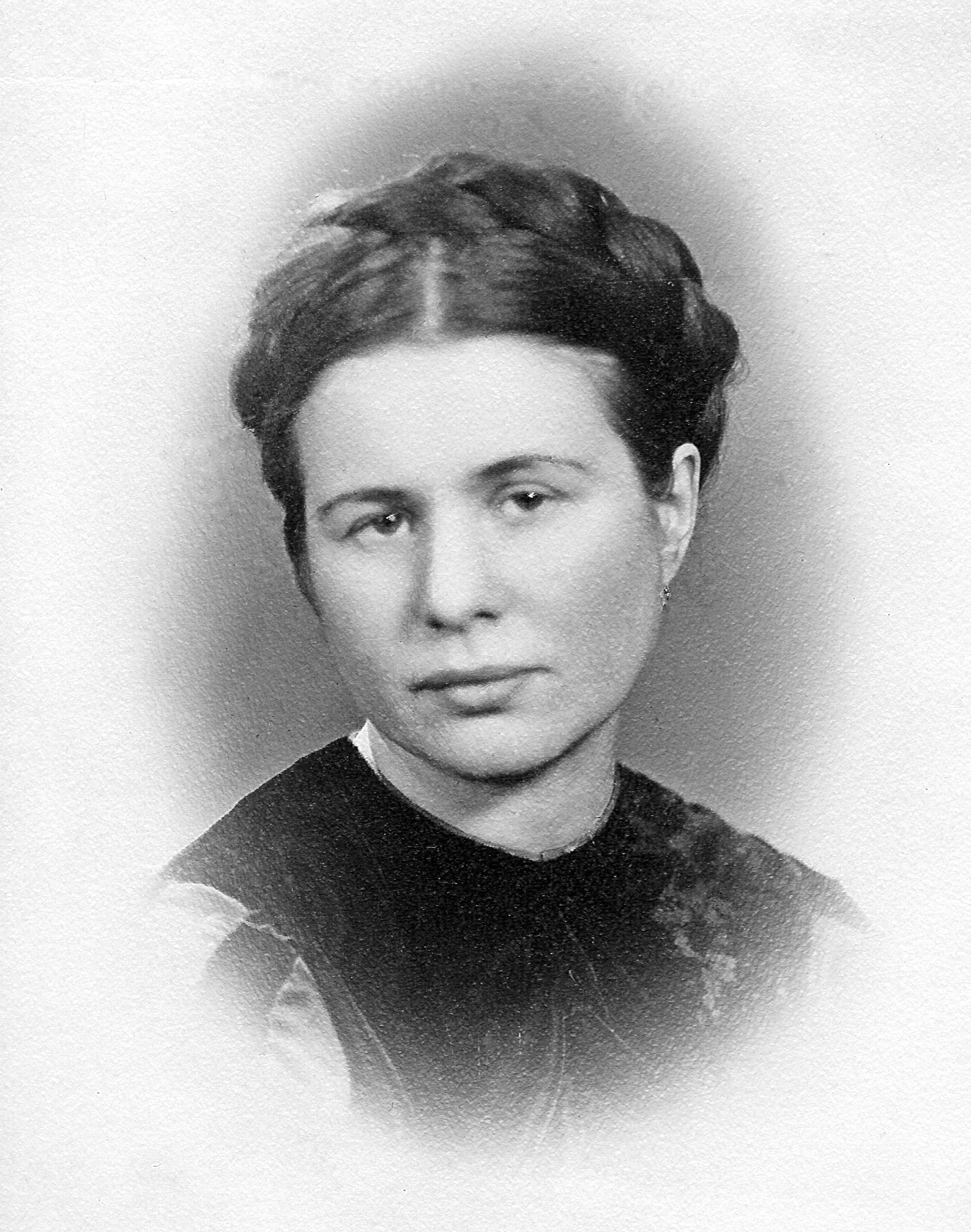
Irena Sendlerowa v roce 1942

Pro propašované děti hledala úkryty. Aby vyřešila zásadní problém při podobných akcích, a to otázku důvěry obou stran, rozhodla se opřít jednak o osobní vazby, které získala zejména jako sociální pracovnice, a jednak o katolickou církev, jíž byla členkou. Jako první začala děti ukrývat v katolických klášterech a sirotčincích, jejichž představené znala, protože s nimi dříve spolupracovala; například to byly františkánské sestry, které vedla Matylda Getterová. Postupně, vybavena jejich doporučeními, se obracela na další instituce tohoto typu, a když už ani to nestačilo, přišli na řadu katoličtí kněží, na něž se obracela, aby jí doporučili spolehlivé rodiny ze svých farností. Krom toho, že stále pracovala v terénu, také řídila operace a vedla kartotéku obsahující kompletní přehled původních a krycích identit dětí. Papírky se záznamy ukryla v zavařovacích sklenicích a zakopala na zahradě své přítelkyně.
Metoda krytí, kterou zvolila, spočívala ve změně identity dětí. Děti se v ideálním případě neměly skrývat někde po sklepeních, ale vybaveny falešnými doklady měly být začleněny do rodin a sirotčinců, což bylo v dlouhodobém horizontu mnohem bezpečnější a účinnější. Nejsnáze se takto pašovala a ukrývala nemluvňata, mnohem horší to bylo s odrostlejšími dětmi, které byl problém nejen dostat z ghetta, ale zejména vhodně ukrýt. Řada z nich pocházela z ortodoxních židovských rodin, hovořila pouze jidiš a neměla ponětí o katolické víře a zvycích. Takové děti musely prodělat zvláštní rychlokurs řeči i katechismu, aby se neprozradily při návštěvě školy či až půjdou se svou novou rodinou v neděli do kostela (kam jít musely, měly-li zůstat nenápadné). Komplikovaná byla i prefabrikace jejich krycí legendy a dokladů – jejich příchod byl mnohem nápadnější. Nacisté trestali ukrývání Židů vyvražděním celé usedlosti: kdo přijal židovské dítě, riskoval život celé své rodiny, respektive celého osazenstva kláštera či sirotčince (velmi malé děti mohly být někdy ušetřeny, ovšem nebylo to pravidlem a navíc ušetřeny v tomto případě znamená odeslány do koncentračního tábora, kde stejně měly jen minimální naději na přežití). Přesto Irena Sendlerová vždy tvrdila, že ji nikde neodmítli.

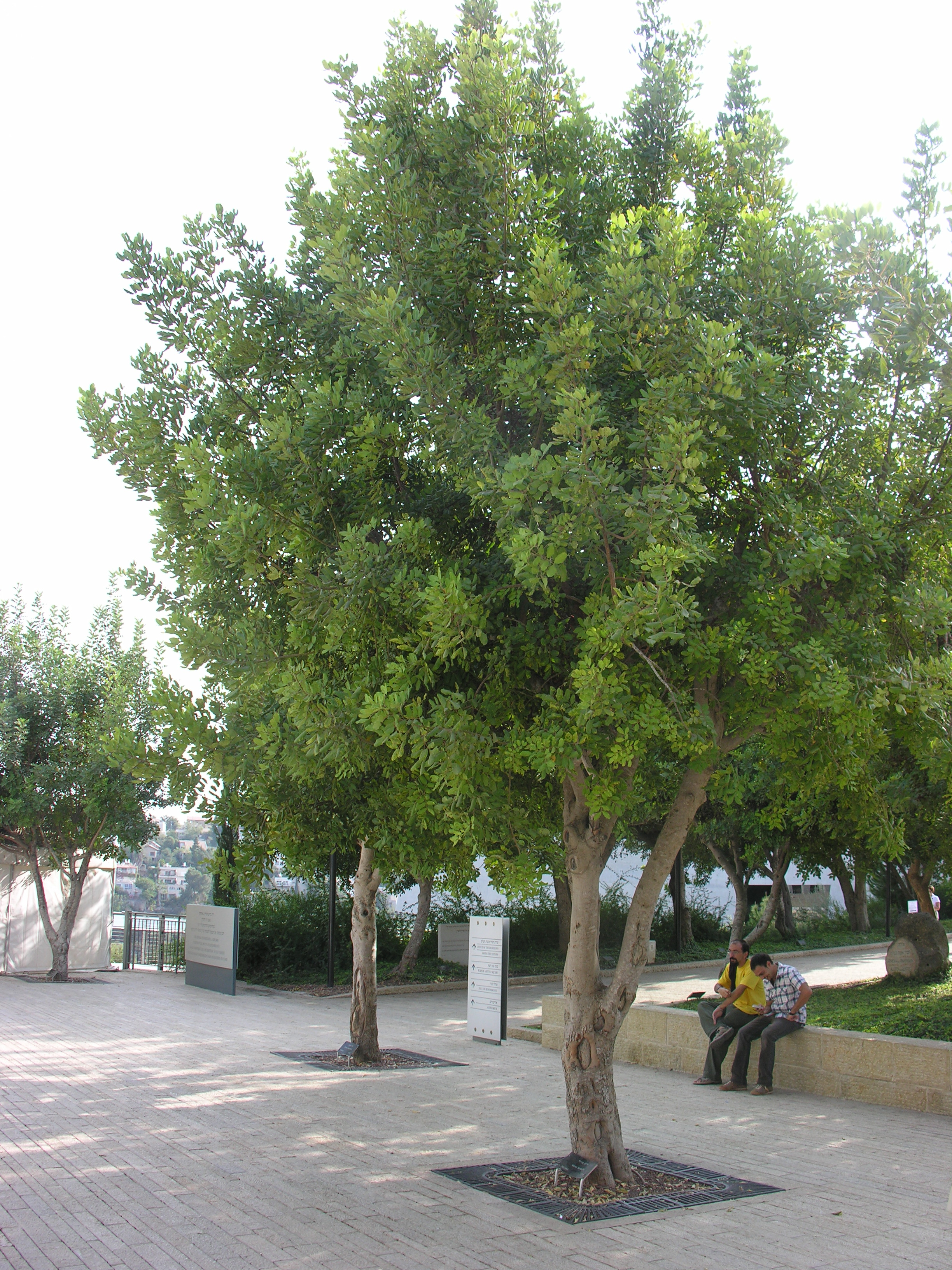
Strom Ireny Sendlerowe v Aleji spravedlivých

21. října 1943 byla Irena Sendlerová zatčena gestapem, ale ani přes opakované brutální mučení nic důležitého nevyzradila. Posilou jí jistě byl vzkaz od šéfa Żegoty „Trojana“, který se jí podařilo doručit a v němž stálo, že organizace udělá všechno pro to, aby ji dostala z tohoto pekla. Podrobnosti z jejího pobytu ve vězení a výslechů nejsou známy – ona sama podrobnosti o této části svého života nikomu nesdělila, dokonce ani svým nejbližším. Známo je jen, že mučení zanechalo na jejím těle trvalé následky.
Byla odsouzena k smrti, ale Żegota podplatila dozorce, kteří jí umožnili prchnout a zapsali ji jako popravenou. Po útěku i nadále pokračovala v zachraňování Židů.
Celkem Dětské oddělení Sendlerové propašovalo z Varšavského ghetta asi 2500 dětí (sama Sendlerová asi 400), většina z nich se dožila konce války. V roce 2008 žilo ještě asi 700 z nich. Je mezi nimi řada významných osobností, například Ševach Weiss, poslanec (1981–1999) a mluvčí (= předseda; 1992 –1996) Knesetu, či Michał Głowiński, spisovatel a profesor literatury.

### Život po válce
Po druhé světové válce a nástupu komunistického režimu v Polsku se Irena Sendlerová opět stala nežádoucí osobou. Jeden z jejích synů zemřel po předčasném porodu, který byl důsledkem tvrdého výslechu na služebně Státní policie (1949). Komunistický režim též znemožnil jejím dětem studium na vysokých školách. Důvodem byla její činnost za druhé světové války: jako členka Żegoty a účastnice Varšavského povstání byla příslušnicí komunisty pronásledovaného nekomunistického (západního) odboje.
Sendlerová po válce dál pracovala asi 30 let jako sociální pracovnice ve varšavských sirotčincích a domovech důchodců. Měla tři děti, přežila ji však pouze dcera. V prosinci 1948 se jako členka Polské socialistické strany automaticky stala členkou Polské sjednocené dělnické strany (stranické čistky se jí vyhnuly), ovšem v roce 1968 ze strany vystoupila na protest proti brutálním zásahům proti protivládním demonstracím a především antisionistické kampani, kvůli které z Polska odešla část Židů.
V roce 1965 jí Jad Vašem udělil titul Spravedlivá mezi národy, komunistická vláda jí ale nepovolila výjezd do Izraele, kam byla zvána. Svůj strom v Aleji spravedlivých tak mohla zasadit až v roce 1983. V roce 1991 obdržela čestné občanství Izraele.
V roce 1999 Norm Conard, středoškolský učitel z Kansasu, zadal čtyřem studentkám, aby podrobněji prozkoumaly příběh Ireny Sendlerové. Upoutala je zpráva o ženě, která zachránila 2500 židovských dětí, a původně předpokládali, že jde o tiskařskou chybu. Výsledkem projektu byla mimo jiné jednoaktová divadelní hra Life in a Jar (Život v zavařovačce). Představení založené na činnosti Ireny Sendlerové mělo v březnu 2008 za sebou více než 240 představení v Severní Americe i Evropě. Od roku 2002 se v Kansasu 10. března slaví Irena Sendler Day.
Dne 10. října 2003 Irena Sendlerová obdržela nejvyšší polské civilní vyznamenání Řád bílého orla. V roce 2004 vyšla její biografie Matka dzieci Holocaustu. Historia Ireny Sendlerowej sepsaná Annou Mieszkowskou (česky vyšlo v roce 2010 jako Děti Ireny Sendlerové). Dne 11. dubna 2007 se stala rytířkou Řádu úsměvu.
V roce 2007 byla Irena Sendlerová Polskou republikou nominovaná na Nobelovu cenu míru. Polský prezident Lech Kaczyński prohlásil, že „je spravedlivě nominovaná na Nobelovu cenu za mír“[zdroj?]. Iniciativa byla oficiálně podporovaná také státem Izrael prostřednictvím svého premiéra Ehuda Olmerta a také vedením pamatníku vyhlazovacího a koncentračního tábora Auschwitz a Birkenau, které podpořilo nominaci Ireny Sendlerové hlavně z důvodu, že ji považují za jednu z posledních žijících hrdinek své generace.[zdroj?] Svým postojem demonstrovala svou vnitřní sílu i přesvědčení a mimořádné hodnoty osobního přístupu proti zlu – proti likvidaci lidí. Nobelovu cenu za mír ale Irena Sendlerová nedostala.

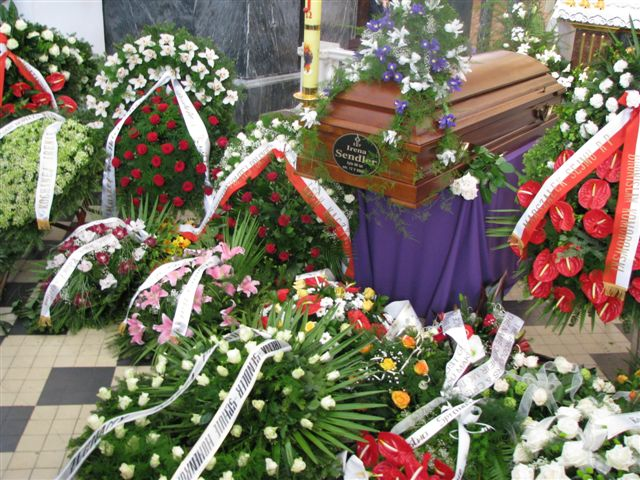
Pohřeb Ireny Sendlerové

Irena Sendlerová zemřela 12. května 2008 v 8:40 v nemocnici ve Varšavě po dlouhém boji se zápalem plic. Pohřbena byla 15. května, a místem jejího odpočinku se stal Cmentarz Powązkowski, nejstarší a nejslavnější hřbitov Varšavy.

## Posmrtné pocty
Dne 1. června 2008 byly Żegota a jmenovitě Irena Sendlerová uctěny zvláštní rezolucí polského Sejmu dětí a mládeže (Sejm Dzieci i Młodzieży). Téhož roku 30. července přijal americký Kongres aklamací rezoluci k uctění památky Ireny Sendlerové. Tentýž den podobnou rezoluci navrhl v americkém Senátu senátor a prezidentský kandidát demokratické strany, Barack Obama. Společnost Hallmark natočila v roce 2009 o Ireně Sendlerové film Courageous Heart of Irena Sendler (v Polsku známý pod jménem Dzieci Ireny Sendlerowej), Irenu Sendlerovou v něm hraje kanadská herečka Anna Paquin. V květnu 2014 byl v ruské Moskvě v parku Mastěrslavl odhalen Ireně Sendlerové první pomník na světě, který připomíná židovské děti z varšavského ghetta, jež Irena Sendlerová pomáhala zachránit. Pomník zpodobňuje Irenu Sendlerovou v životní velikosti. V rukou má kytici květin jako symbol míru. Za zády je stéla, na níž jsou stručně vylíčeny její hrdinské činy a také reliéf s vyobrazením dětí, které zachránila. Autorem pomníku je mladý sochař Andrej Plijev.,

## Spolupracovníci
Seznam klíčových členů Dětského oddělení Żegoty, které Sendlerová vedla:
- Irena Schultz
- Jadwiga Piotrowska
- Janina Grabowska
- Jadwiga Bilwin
- Iza Kuczkowska
- Wanda Drozdowska
- Lucyna Franciszkiewicz
- Stanisław Papuziński
- Róża Zawadzka
- Jadwiga Deneka

## Vyznamenání
- zlatý Záslužný kříž – Polsko, 1947[15]
- rytíř Řádu znovuzrozeného Polska – Polsko, 1963[16]
- komtur Řádu znovuzrozeného Polska – Polsko, 12. června 1996[17]
- velkodůstojník Řádu znovuzrozeného Polska – Polsko, 7. listopadu 2001[18]
- Řád Ecce Homo – Polsko, 2002[19]
- Řád bílé orlice – Polsko, 10. listopadu 2003[20]